# 2260 Neoptolemus
2260 Neoptolemus eller 1975 WM1  är en trojansk asteroid i Jupiters lagrangepunkt L4. Den upptäcktes  26 november 1975 av Purple Mountain-observatoriet i Nanjing, Kina. Den är uppkallad efter Neoptolemos i den grekiska mytologin.
Asteroiden har en diameter på ungefär 76 kilometer.